# Pardosa anfibia
Pardosa anfibia este o specie de păianjeni din genul Pardosa, familia Lycosidae, descrisă de Zapfe-mann, 1979. Conform Catalogue of Life specia Pardosa anfibia nu are subspecii cunoscute.